# Ghanim Bin Saad Al Saad
 (juin 2025).
 (juin 2025).
Motif : sources de notoriété et contenu promotionnel
- Archive Wikiwix
- Bing
- Cairn
- DuckDuckGo
- E. Universalis
- Gallica
- Google
- G. Books
- G. News
- G. Scholar
- Persée
- Qwant
- (zh) Baidu
- (ru) Yandex
- (wd) trouver des œuvres sur Wikidata

| 1. | Préciser le motif de la pose du bandeau. | Précisez le motif de la pose du bandeau en utilisant la syntaxe suivante : {{admissibilité à vérifier\|date=août 2025\|motif=remplacez ce texte par le motif}}                               |
| 2. | Informer les utilisateurs concernés.     | Pensez à avertir le créateur de l'article, par exemple, en insérant le code ci-dessous sur sa page de discussion : {{subst:avertissement admissibilité à vérifier\|Ghanim Bin Saad Al Saad}} |

Ghanim Bin Saad Al Saad (en arabe : غانم بن سعد ال سعد), né le 23 août 1964 à Doha, Qatar, est un homme d'affaires qatari. Il est le président de GSSG Holding, une société de gestion de portefeuille familiale privée, qui intervient dans des dizaines de secteurs et d'entreprises au Qatar et dans le monde entier.

## Formation
Al Saad est titulaire d'une licence en sciences sociales de l’Université du Qatar, d’une maîtrise en politique sociale et administration de l’Université du Kent, ainsi que d’un doctorat sur les PME de l’Université de Greenwich à Londres.

## Carrière
Al Saad a travaillé à la fois dans les secteurs public et privé.  Depuis 2014 cependant, toutes ses activités se concentrent exclusivement dans le secteur privé.  En 1993, il a fondé Ghanim Bin Saad Al Saad & Sons (GSSG) Holding. GSSG regroupe plus de 40 entreprises au Qatar et à l’international dans des secteurs variés : maritime, ingénierie, éducation, hôtellerie et restauration.
Une des filiales de GSSG est Rizon Jet, premier opérateur de jets privés au Moyen-Orient, qui possède son propre terminal VIP à Doha, inauguré le 10 mars 2012. L’entreprise propose des services de location d’avions, de gestion d’aéronefs et d’assistance au sol.
Dans le domaine des TMT (Technologies, Média et Télécommunications), GSSG Holding détient Media Group International,, qui dessert les chaînes de télévision, les studios de cinéma et les opérateurs de réseaux en fournissant des solutions de télécommunications, de diffusion, de systèmes intégrés et de sécurité de pointe.
Il a exercé le poste de président-directeur général de Barwa Real Estate Company (janvier 2006 – avril 2011), une société immobilière semi-publique, détenue à 45 % par Qatari Diar et cotée à 55 %  à la Bourse de Doha.
De 2008 à 2011, il a été PDG et membre du conseil de Qatari Diar.  Entre 2010 et 2011, il a également exercé le poste de président de la Qatar Railways Company.
Il a été membre du comité du pont Qatar-Bahreïn. Il a été président de Qatar Charity de 2010 à 2013, une ONG travaillant au profit de la société qatarie et d'autres communautés dans le besoin.
Al Saad se place à la 12ᵉ place sur la liste des puissances de l’immobilier du CEO Middle East.  Il figurait au 27ᵉ rang du Qatar Power List d’Arabian Business en 2012.  Il a aussi reçu le titre honorifique de «Datuk», l’équivalent malaisien d’une pairie britannique, qui lui a été décerné par le roi de Malaisie.
Il est aussi le président d'Oryx Group et de LAMAT, respectivement créées en 2020 et 2017, qui sont deux sociétés axées sur le secteur de l’énergie, en faveur de la transition vers des modèles à faibles émissions, avec une forte présence dans les Caraïbes et en Amérique latine.
En juillet 2024, Oryx Group a conclu un accord à Curaçao pour exploiter les terminaux pétroliers de Bullenbaai et Emmastad pour une durée de 30 ans,. Ces terminaux, avec une capacité de stockage supérieure à 30 millions de barils, sont essentiels au commerce pétrolier dans les Caraïbes.
Il est également investisseur principal dans Pont Capital, un fonds énergétique spécialisé fondé en 2023 et dirigé par Christyan Malek, ancien directeur mondial de la stratégie énergétique chez JP Morgan.

## Autres informations
Al Saad a été conférencier lors du forum « Renouveaux du monde arabe » à l’Institut du Monde Arabe (IMA) à Paris en janvier 2015, aux côtés du Président de la République française François Hollande, du ministre français des Affaires étrangères Laurent Fabius, du président de l’IMA Jack Lang ainsi que de nombreuses autres figures internationales œuvrant pour le dialogue interreligieux.